# علیم لوئیس بن عبید
علیم لوئیس بن عبید (انگلیسی: Alim Louis Benabid) جراحی مغز و اعصاب، پژوهش اهل فرانسه بود.
وی همچنین برندهٔ جوایزی همچون جایزه بریکترو در علوم زیستی و جایزه پژوهش پزشکی بالینی لسکر-دی‌بیکی شده‌است.